# Боцани (Алба)
Боцани (рум. Boțani) насеље је у Румунији у округу Алба у општини Рамец. Општина се налази на надморској висини од 854 m.

## Становништво
Према подацима из 2002. године у насељу је живело 10 становника, од којих су сви румунске националности.